# Sahline (delegación)
Sahline es una delegación de la gobernación de Monastir en Túnez. En abril de 2014 tenía una población censada de 27 449 habitantes.
Se encuentra ubicada en el centro-este del país, junto a la costa del mar Mediterráneo.